# Zhang Yining
Zhang Yining (chinesisch 張怡寧 / 张怡宁, Pinyin Zhāng Yíníng; * 5. Oktober 1981 in Peking) ist eine ehemalige chinesische Tischtennisspielerin. Sie ist die einzige Spielerin, die im Einzel alle großen Turniere – Olympische Spiele, Weltmeisterschaft und World Cup – mindestens zweimal gewinnen konnte (bei den Männern gelang dies zudem Ma Long). Zudem gewann sie viermal die Pro Tour Grand Finals, holte zahlreiche Goldmedaillen im Doppel und mit der Mannschaft und stand von 2003 bis 2007 fünf Jahre lang ununterbrochen auf Platz 1 der Weltrangliste, sodass sie eine der erfolgreichsten Tischtennisspielerinnen überhaupt ist.

## Werdegang

Weltranglistenpositionen von Zhang Yining seit 2001

Schon seit 1995 gehörte Zhang dem chinesischen Nationalteam an. 1998 gewann sie ihre ersten Pro-Tour-Turniere und qualifizierte sich im Einzel erstmals für die Grand Finals, bei denen sie ins Viertelfinale kam. Im Jahr darauf nahm sie an ihrer ersten Weltmeisterschaft teil, bei der sie im Einzel Silber und im Doppel Bronze gewann. 2000 wurde sie mit der Nationalmannschaft Weltmeisterin und gewann im Einzel die Grand Finals. Bei ihrer ersten World-Cup-Teilnahme 2001 setzte sie sich im Finale gegen Kim Hyon-hui durch und gab im ganzen Turnier keinen Satz ab. Grand Finals und World Cup konnte sie auch 2002 wieder gewinnen, und 2003 wurde sie Weltmeisterin im Doppel und Vize-Weltmeisterin im Einzel, nachdem sie zu Beginn des Jahres auf Platz 1 der Weltrangliste vorgerückt war. Diesen Platz konnte sie fünf Jahre lang ohne Unterbrechung halten.
Bei den XXVIII. Olympischen Spielen 2004 in Athen gewann sie die Goldmedaillen im Damen-Einzel und zusammen mit ihrer langjährigen Partnerin Wang Nan auch im Damen-Doppel. Im Einzel-Endspiel am 22. August 2004 besiegte die Weltranglistenerste Zhang die ungesetzte Überraschungsfinalistin und damalige Weltranglisten-40. Kim Hyang-mi aus Nordkorea mit 4:0 Sätzen. Außergewöhnlich erfolgreich verlief das Jahr 2005, in dem sie im Einzel World Cup und Grand Finals sowie zum ersten Mal die Weltmeisterschaft gewinnen konnte, bei der sie auch erneut Gold im Doppel holte. Dieser Zweifacherfolg im Einzel und Doppel gelang ihr 2006 auch bei den Grand Finals. Das Jahr 2007 verlief für Zhang weniger erfolgreich, da sie zwar Asienmeisterin wurde, dafür aber das World-Cup-Finale gegen Wang Nan verlor und bei den Grand Finals sowie bei der WM im Halbfinale ausschied. Im Januar (und später noch einmal im November) 2008 fiel sie so in der Weltrangliste für einen Monat auf Platz 2 zurück.
Bei den Olympischen Spielen 2008 sprach sie den olympischen Eid und gewann zwei Goldmedaillen, eine im Einzel und eine mit der Mannschaft. Nach dem Gewinn der Weltmeisterschaft 2009 trat sie international nicht mehr auf und beendete ihre Karriere so im Alter von 27 Jahren auf Platz 1 der Weltrangliste stehend und als amtierende Weltmeisterin und Olympiasiegerin.
Im Oktober 2009 heiratete sie Xu Hui (* um 1962), einen IT- und Finanz-Tycoon. Inzwischen (2010) studiert sie an der Pekinger Sportuniversität Sporterziehung. Im März 2012 brachte sie eine Tochter zur Welt. 2013 wurde sie Assistentin des Dekans Shi Zhihao an der im Jahre 2010 neu geschaffenen chinesischen Tischtennis-Akademie an der Sportuniversität Shanghai.
Yining ist Rechtshänderin und spielte einige Jahre für Beijing Hua Ying.

## Internationale Erfolge
Einzel
- Olympische Spiele: Gold 2004, 2008
- Weltmeisterschaften: Gold 2005, 2009; Silber 1999, 2003; Bronze 2001, 2007
- World Cup: Gold 2001, 2002, 2004, 2005; Silber 2006; Bronze 2003
- Pro Tour Grand Finals: Gold 2000, 2002, 2005, 2006; Silber 2003; Bronze 2007
- Pro Tour: 29×Gold, 2×Silber, 7×Bronze
- Asienmeisterschaft: Gold 2007
- Asienspiele: Gold 2002

Doppel
- Olympische Spiele: Gold 2004
- Weltmeisterschaften: Gold 2003, 2005, 2007; Bronze 1999, 2001
- Pro Tour Grand Finals: Gold 2004, 2006; Silber 2002, 2003
- Pro Tour: 21×Gold, 8×Silber, 13×Bronze
- Asienmeisterschaft: Silber 2007
- Asienspiele: Silber 2002

Mannschaft
- Olympische Spiele: Gold 2008
- Weltmeisterschaften: Gold 2000, 2001, 2004, 2006, 2008
- World Cup: Gold 2007
- Pro Tour: 2×Gold
- Asienmeisterschaft: Gold 1998, 2007
- Asienspiele: Silber 2002

## Turnierergebnisse
| Verband | Veranstaltung                      | Jahr | Ort             | Land | Einzel        | Doppel        | Mixed         | Team |
| ------- | ---------------------------------- | ---- | --------------- | ---- | ------------- | ------------- | ------------- | ---- |
| CHN     | Asienmeisterschaft ATTU            | 2007 | Yangzhou        | CHN  | Gold          | Silber        |               | 1    |
| CHN     | Asienmeisterschaft ATTU            | 1998 | Osaka           | JPN  | Viertelfinale | Viertelfinale |               | 1    |
| CHN     | Asian Cup                          | 2008 | Sapporo         | JPN  | 5. Platz      |               |               |      |
| CHN     | Asienspiele                        | 2002 | Busan           | KOR  | Gold          | Silber        |               | 2    |
| CHN     | Asienmeisterschaft ATTU (Junioren) | 1997 | Sanagi Goa      | IND  | Silber        |               |               | 1    |
| CHN     | Olympische Spiele                  | 2008 | Peking          | CHN  | Gold          |               |               | 1    |
| CHN     | Olympische Spiele                  | 2004 | Athen           | GRE  | Gold          | Gold          |               |      |
| CHN     | Pro Tour                           | 2009 | Doha            | QAT  | Gold          | Gold          |               |      |
| CHN     | Pro Tour                           | 2009 | Kuwait City     | KUW  | Viertelfinale | Gold          |               |      |
| CHN     | Pro Tour                           | 2008 | Yokohama        | JPN  | Gold          |               |               | 1    |
| CHN     | Pro Tour                           | 2008 | Changchun       | CHN  | Gold          |               |               | 1    |
| CHN     | Pro Tour                           | 2008 | Doha            | QAT  | Gold          | Gold          |               |      |
| CHN     | Pro Tour                           | 2008 | Kuwait City     | KUW  | Gold          | Gold          |               |      |
| CHN     | Pro Tour                           | 2007 | Toulouse        | FRA  | Gold          | Viertelfinale |               |      |
| CHN     | Pro Tour                           | 2007 | Wels            | AUT  | Gold          | Viertelfinale |               |      |
| CHN     | Pro Tour                           | 2007 | Shenzhen        | CHN  | Gold          | Halbfinale    |               |      |
| CHN     | Pro Tour                           | 2007 | Chiba           | JPN  | letzte 16     | Halbfinale    |               |      |
| CHN     | Pro Tour                           | 2007 | Salwa Cup       | KUW  | Halbfinale    | Gold          |               |      |
| CHN     | Pro Tour                           | 2007 | Doha            | QAT  | Viertelfinale | Halbfinale    |               |      |
| CHN     | Pro Tour                           | 2007 | Velenje         | SVN  | Halbfinale    | Gold          |               |      |
| CHN     | Pro Tour                           | 2007 | Zagreb          | HRV  | letzte 16     | letzte 16     |               |      |
| CHN     | Pro Tour                           | 2006 | Guangzhou       | CHN  | Gold          | Halbfinale    |               |      |
| CHN     | Pro Tour                           | 2006 | Singapur        | SIN  | Gold          | Gold          |               |      |
| CHN     | Pro Tour                           | 2006 | Kunshan         | CHN  | Halbfinale    | Gold          |               |      |
| CHN     | Pro Tour                           | 2006 | Kuwait City     | KUW  | letzte 16     | Gold          |               |      |
| CHN     | Pro Tour                           | 2006 | Doha            | QAT  | Gold          | Gold          |               |      |
| CHN     | Pro Tour                           | 2006 | Zagreb          | HRV  | Silber        | Gold          |               |      |
| CHN     | Pro Tour                           | 2005 | Yokohama        | JPN  | Gold          | letzte 16     |               |      |
| CHN     | Pro Tour                           | 2005 | Shenzhen        | CHN  | Halbfinale    | Gold          |               |      |
| CHN     | Pro Tour                           | 2005 | Doha            | QAT  | Gold          | Halbfinale    |               |      |
| CHN     | Pro Tour                           | 2004 | Kobe            | JPN  | Gold          | Silber        |               |      |
| CHN     | Pro Tour                           | 2004 | Changchun       | CHN  | Gold          | Gold          |               |      |
| CHN     | Pro Tour                           | 2004 | Wuxi            | CHN  | Halbfinale    | Viertelfinale |               |      |
| CHN     | Pro Tour                           | 2004 | Singapur        | SIN  | Gold          | Halbfinale    |               |      |
| CHN     | Pro Tour                           | 2004 | Pyeongchang     | KOR  | Gold          | Gold          |               |      |
| CHN     | Pro Tour                           | 2004 | Athen           | GRE  | letzte 32     | Halbfinale    |               |      |
| CHN     | Pro Tour                           | 2003 | Malmö           | SWE  | Gold          | Silber        |               |      |
| CHN     | Pro Tour                           | 2003 | Aarhus          | DEN  | Gold          | Viertelfinale |               |      |
| CHN     | Pro Tour                           | 2003 | Bremen          | GER  | Gold          | Gold          |               |      |
| CHN     | Pro Tour                           | 2003 | Kobe            | JPN  | letzte 16     | Viertelfinale |               |      |
| CHN     | Pro Tour                           | 2003 | Guangzhou       | CHN  | Gold          | Halbfinale    |               |      |
| CHN     | Pro Tour                           | 2003 | Croatia         | HRV  | Gold          | Gold          |               |      |
| CHN     | Pro Tour                           | 2002 | Farum           | DEN  | Gold          | Gold          |               |      |
| CHN     | Pro Tour                           | 2002 | Warschau        | POL  | Gold          | Gold          |               |      |
| CHN     | Pro Tour                           | 2002 | Fort Lauderdale | USA  | Gold          | Gold          |               |      |
| CHN     | Pro Tour                           | 2002 | Doha            | QAT  | Silber        | Halbfinale    |               |      |
| CHN     | Pro Tour                           | 2001 | Rotterdam       | NED  | Halbfinale    | Viertelfinale |               |      |
| CHN     | Pro Tour                           | 2001 | Fort Lauderdale | USA  | Viertelfinale | letzte 16     |               |      |
| CHN     | Pro Tour                           | 2001 | Hainan          | CHN  | Viertelfinale | letzte 16     |               |      |
| CHN     | Pro Tour                           | 2000 | Umeå            | SWE  | Gold          | Viertelfinale |               |      |
| CHN     | Pro Tour                           | 2000 | Warschau        | POL  | Gold          | Gold          |               |      |
| CHN     | Pro Tour                           | 2000 | Kobe City       | JPN  | Viertelfinale | Silber        |               |      |
| CHN     | Pro Tour                           | 2000 | Chang Chun City | CHN  | Viertelfinale | Halbfinale    |               |      |
| CHN     | Pro Tour                           | 1999 | Karlskrona      | SWE  | Viertelfinale | Silber        |               |      |
| CHN     | Pro Tour                           | 1999 | Lievin          | FRA  | Viertelfinale | Silber        |               |      |
| CHN     | Pro Tour                           | 1999 | Linz/Wels       | AUT  | Halbfinale    | Silber        |               |      |
| CHN     | Pro Tour                           | 1999 | Bremen          | GER  | letzte 16     | Silber        |               |      |
| CHN     | Pro Tour                           | 1999 | Guilin          | CHN  | letzte 32     | Halbfinale    |               |      |
| CHN     | Pro Tour                           | 1998 | Courmayeur      | ITA  | Gold          | Halbfinale    |               |      |
| CHN     | Pro Tour                           | 1998 | Beirut          | LIB  | Viertelfinale | Silber        |               |      |
| CHN     | Pro Tour                           | 1998 | Ji' Nan City    | CHN  | Viertelfinale | Halbfinale    |               |      |
| CHN     | Pro Tour                           | 1998 | Kota Kinabalu   | MAS  | Gold          | Gold          |               |      |
| CHN     | Pro Tour Grand Finals              | 2007 | Peking          | CHN  | Halbfinale    |               |               |      |
| CHN     | Pro Tour Grand Finals              | 2006 | Hong-Kong       | HKG  | Gold          | Gold          |               |      |
| CHN     | Pro Tour Grand Finals              | 2005 | Fuzhou          | CHN  | Gold          |               |               |      |
| CHN     | Pro Tour Grand Finals              | 2004 | Peking          | CHN  | Viertelfinale | Gold          |               |      |
| CHN     | Pro Tour Grand Finals              | 2003 | Guangzhou       | CHN  | Silber        | Silber        |               |      |
| CHN     | Pro Tour Grand Finals              | 2002 | Stockholm       | SWE  | Gold          | Silber        |               |      |
| CHN     | Pro Tour Grand Finals              | 2000 | Kobe City       | JPN  | Gold          | Viertelfinale |               |      |
| CHN     | Pro Tour Grand Finals              | 1998 | Paris           | FRA  | Viertelfinale |               |               |      |
| CHN     | Weltmeisterschaft                  | 2009 | Yokohama        | JPN  | Gold          |               |               |      |
| CHN     | Weltmeisterschaft                  | 2008 | Guangzhou       | CHN  |               |               |               | 1    |
| CHN     | Weltmeisterschaft                  | 2007 | Zagreb          | HRV  | Halbfinale    | Gold          | keine Teiln.  |      |
| CHN     | Weltmeisterschaft                  | 2006 | Bremen          | GER  |               |               |               | 1    |
| CHN     | Weltmeisterschaft                  | 2005 | Shanghai        | CHN  | Gold          | Gold          | letzte 16     |      |
| CHN     | Weltmeisterschaft                  | 2004 | Doha            | QAT  |               |               |               | 1    |
| CHN     | Weltmeisterschaft                  | 2003 | Paris           | FRA  | Silber        | Gold          | Viertelfinale |      |
| CHN     | Weltmeisterschaft                  | 2001 | Osaka           | JPN  | Halbfinale    | Halbfinale    | keine Teiln.  | 1    |
| CHN     | Weltmeisterschaft                  | 2000 | Kuala Lumpur    | MAS  |               |               |               | 1    |
| CHN     | Weltmeisterschaft                  | 1999 | Eindhoven       | NED  | Silber        | Halbfinale    | Viertelfinale |      |
| CHN     | World Cup                          | 2007 | Chengdu         | CHN  | Silber        |               |               |      |
| CHN     | World Cup                          | 2006 | Urumqi          | CHN  | Silber        |               |               |      |
| CHN     | World Cup                          | 2005 | Guangzhou       | CHN  | Gold          |               |               |      |
| CHN     | World Cup                          | 2004 | Hangzhou        | CHN  | Gold          |               |               |      |
| CHN     | World Cup                          | 2003 | Hong Kong       | HKG  | 3. Platz      |               |               |      |
| CHN     | World Cup                          | 2002 | Singapur        | SIN  | Gold          |               |               |      |
| CHN     | World Cup                          | 2001 | Wuhu            | CHN  | Gold          |               |               |      |
| CHN     | WTC-World Team Cup                 | 2007 | Magdeburg       | GER  |               |               |               | 1    |

Quelle: Tischtennis-Weltverbandes, ittf.com